# Sakao Yamada
Sakao Yamada (japanisch 山田 坂雄 Yamada Sakao; 1918–1986) war ein japanischer Ingenieur. Er gründete die Firma Japan Special Optics, welche hauptsächlich Amateurteleskope herstellte. Den Vertrieb dieser Teleskope übernahm in Deutschland die Firma Baader Planetarium KG, in den USA die Firma Medea Trading Co., Inc.

Nach ihm wurde der Asteroid (3786) Yamada benannt.